# Leucania javacorna
Leucania javacorna är en fjärilsart som beskrevs av Márton Hreblay. Leucania javacorna ingår i släktet Leucania och familjen nattflyn. Inga underarter finns listade i Catalogue of Life.